# Tschechoslowakisches Kriegskreuz 1914–1918

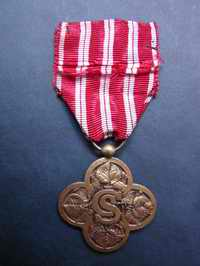
Revers des tschechoslowakischen Kriegskreuzes 1914–1918

Das Tschechoslowakische Kriegskreuz 1914–1918 (tschechisch Československý válečný kříž 1914–1918) wurde am 7. Oktober 1918 von der noch provisorischen tschechoslowakischen Regierung zu Paris und noch vor der eigentlichen Staatsgründung am 28. Oktober 1918 offiziell gestiftet. Die Verleihung konnte an alle tschechoslowakischen Soldaten erfolgen, die im Zuge des Ersten Weltkriegs auf alliierter Seite im Kampf gestanden haben. Soldaten, die sich durch besondere Tapferkeit ausgezeichnet hatten, trugen zusätzlich auf dem Ordensband ein Geflecht aus Lindenblättern, die bei wiederholte Tapferkeit auch in zweifacher Ausfertigung auf dem Band kenntlich gemacht wurde.

## Aussehen
Das bronzene Kreuz besteht aus vier in Kreuzform gestellten, ineinanderhängenden Ringen, die mit den Wappenbildern der vier Länder (Slowakei, Karpatenukraine, Mähren und Schlesien) des neuen Staates ausgefüllt sind. Im oberen Ring ist der Böhmische Löwe zu sehen. Der mittlere linke Ring zeigt den Adler von Mähren, der rechte den Adler von Schlesien. Der untere folgerichtig das Wappen der Slowakei mit dem Dreiberg und den Doppelkreuz. Die Rückseite des Kreuzes zeigt die verschlungenen Initialen des Staates ČS inmitten von Lindenblättern, die die tschechische Nationalpflanze ist.

## Trageweise
Getragen wurde das Kriegskreuz an der linken oberen Brustseite des Beliehenen an einem roten Bande in mehreren Varianten, welches durch acht schmale weiße Streifen durchzogen ist. Zwei dieser Streifen stehen beidseitig 1 mm vom Saum entfernt, die anderen sechs in drei Gruppen zu je zwei Streifen.